# Schmeheim
Schmeheim ist eine Gemeinde im Landkreis Hildburghausen im fränkisch geprägten Süden des Freistaats Thüringen. Sie gehört der Verwaltungsgemeinschaft Feldstein an. Der Verwaltungssitz ist in der Stadt Themar.

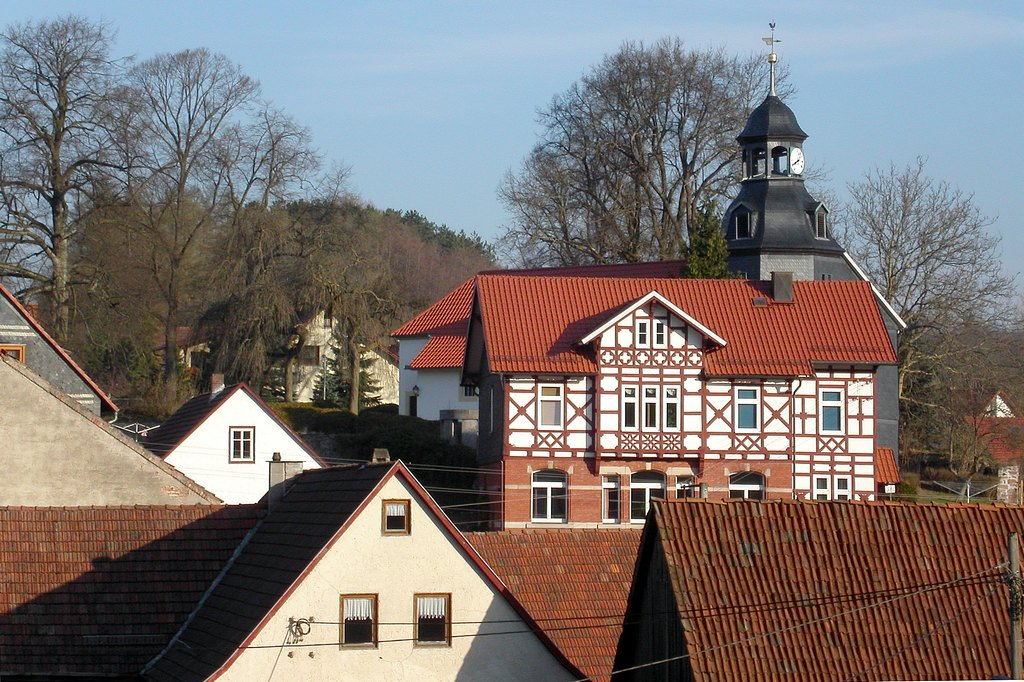
Ehemalige Schule und Kirche

## Geografie
Nachbarorte sind die Gemeinden Oberstadt und Marisfeld ebenfalls im Kreis Hildburghausen, Dillstädt im Landkreis Schmalkalden-Meiningen sowie die Stadtteile von Suhl: Wichtshausen, Dietzhausen und Mäbendorf.

## Geschichte
Die erste urkundliche Erwähnung erfolgte im Jahr 914. Während der Zeit der Stammesherzogtümer lag der Ort im Herzogtum Franken. Im 13. und 14. Jahrhundert waren hier die Ritter von Schmeheim ansässig. Herrschaftsmäßig gehörte der Ort im Amt Themar zunächst zur Grafschaft Henneberg, nach 1583 zu verschiedenen sächsischen Herzogtümern und von 1826 bis 1918 zum Herzogtum Sachsen-Meiningen. 1920 kam er zum Land Thüringen.

## Politik

### Gemeinderat
Der Gemeinderat in Schmeheim besteht nach der Wahl 2009 aus sechs Ratsmitgliedern:
- Freie Wähler 4 Sitze
- Freiwillige Feuerwehr 2 Sitze

Nach der Wahl 2014 blieb die Sitzverteilung unverändert.

## Kultur und Sehenswürdigkeiten

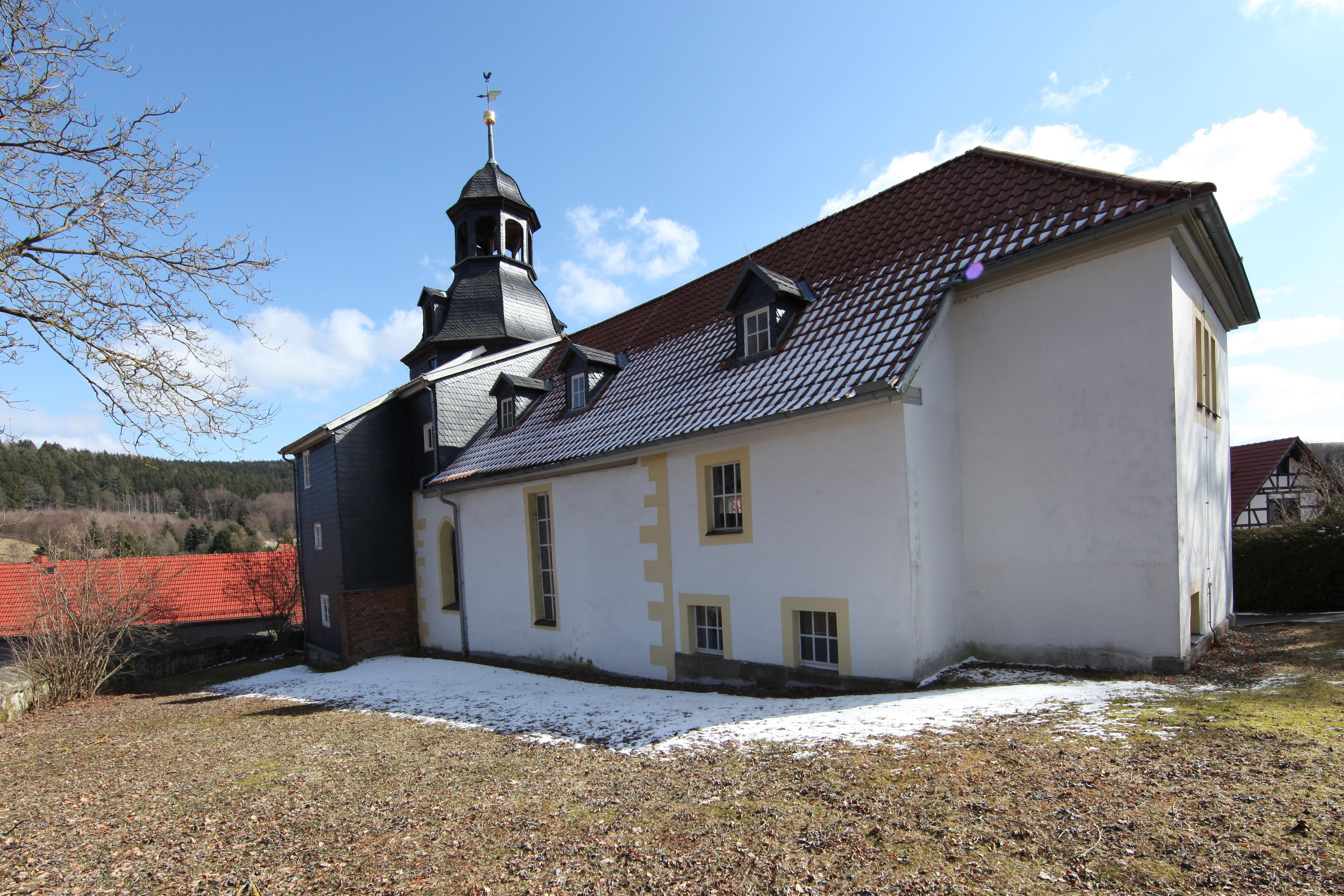
Evangelisch-lutherische Kirche St. Nikolaus

### Gebäude
Im Ort steht auf einem Hügel die Kirche St. Nikolaus. Ihr Alter ist nicht bekannt. 1697 wurde die Kirche umgebaut und 1836 sowie 1876 umfangreich saniert. Eine Neugestaltung folgte 1911 und von 1994 bis 2005 eine Instandsetzung der Fassade.
Weitere historische Gebäude sind ein ehemaliges Wirtshaus mit einem Keller aus dem Jahr 1607, eine ehemalige Schule gebaut 1894, das Backhaus von 1873 und das Dorfwirtschaftshaus, 1953 errichtet.

### Brauchtum und Tradition
Die einheimische Mundart, der hennebergische ostfränkische Dialekt, wird von den älteren Einwohner untereinander gepflegt.
Der Umzug zum Kirchweihfest wird durch die Kirmesgesellschaft in historischer Tracht veranstaltet.
Weitere Veranstaltungen sind das Teichfest Ende Juni und das Backhausfest im August.